# Ron Suart
Ronald "Ron" Suart (Barrow-in-Furness, 18 de noviembre de 1920 - 25 de marzo de 2015) fue un entrenador y jugador de fútbol que jugaba en la demarcación de defensa.

## Biografía
Debutó como futbolista en 1946 con el Blackpool FC tras formarse en el Kendal Town FC. Jugó con futbolistas como George Farrow, Harry Johnston, Stanley Matthews o Stan Mortensen durante su estancia en el club. Con el equipo llegó a la final de la FA Cup de 1948, aunque no llegó a disputarla debido a una lesión. En 1949 dejó el club para fichar por el Blackburn Rovers FC, donde jugó durante seis temporadas, retirándose como futbolista. Tras su retiro, el Wigan Athletic FC le fichó como entrenador, aunque ejerció también la posición de futbolista. También entrenó al Scunthorpe United FC —con quien ganó la Football League Third Division North—, al Blackpool FC y al Chelsea FC, último club al que entrenó tras permanecer durante siete años como segundo entrenador de Tommy Docherty en el club londinense.
Falleció el 25 de marzo de 2015 a los 94 años de edad.

## Clubes

### Como futbolista
| Club                | País       | Año         | Partidos | Goles |
| ------------------- | ---------- | ----------- | -------- | ----- |
| Blackpool FC        | Inglaterra | 1946 - 1949 | 103      | 0     |
| Blackburn Rovers FC | Inglaterra | 1949 - 1955 | 176      | 0     |
| Wigan Athletic FC   | Inglaterra | 1955 - 1956 | 23       | 0     |

### Como entrenador
| Club                 | País       | Año         |
| -------------------- | ---------- | ----------- |
| Wigan Athletic FC    | Inglaterra | 1955 - 1956 |
| Scunthorpe United FC | Inglaterra | 1956 - 1958 |
| Blackpool FC         | Inglaterra | 1958 - 1967 |
| Chelsea FC           | Inglaterra | 1974 - 1975 |